# Sala de lectura

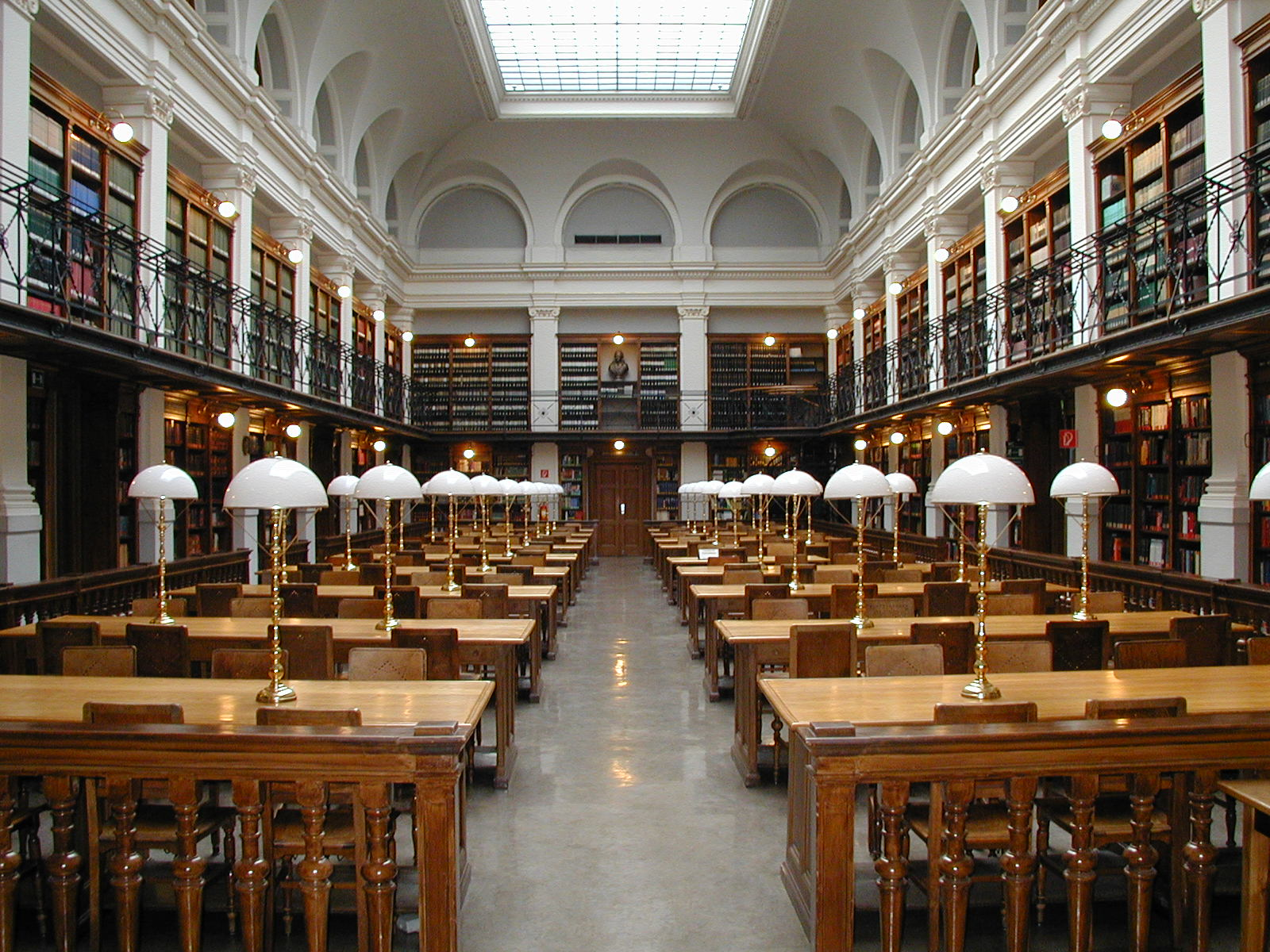
Sala de lectura de la Biblioteca Universitaria de Graz, con lámparas de sobremesa

La sala de lectura de una biblioteca, de un archivo o de un centro de documentación es un espacio abierto a los usuarios para consultar los documentos in situ y servir de apoyo a la lectura, el estudio o la investigación.

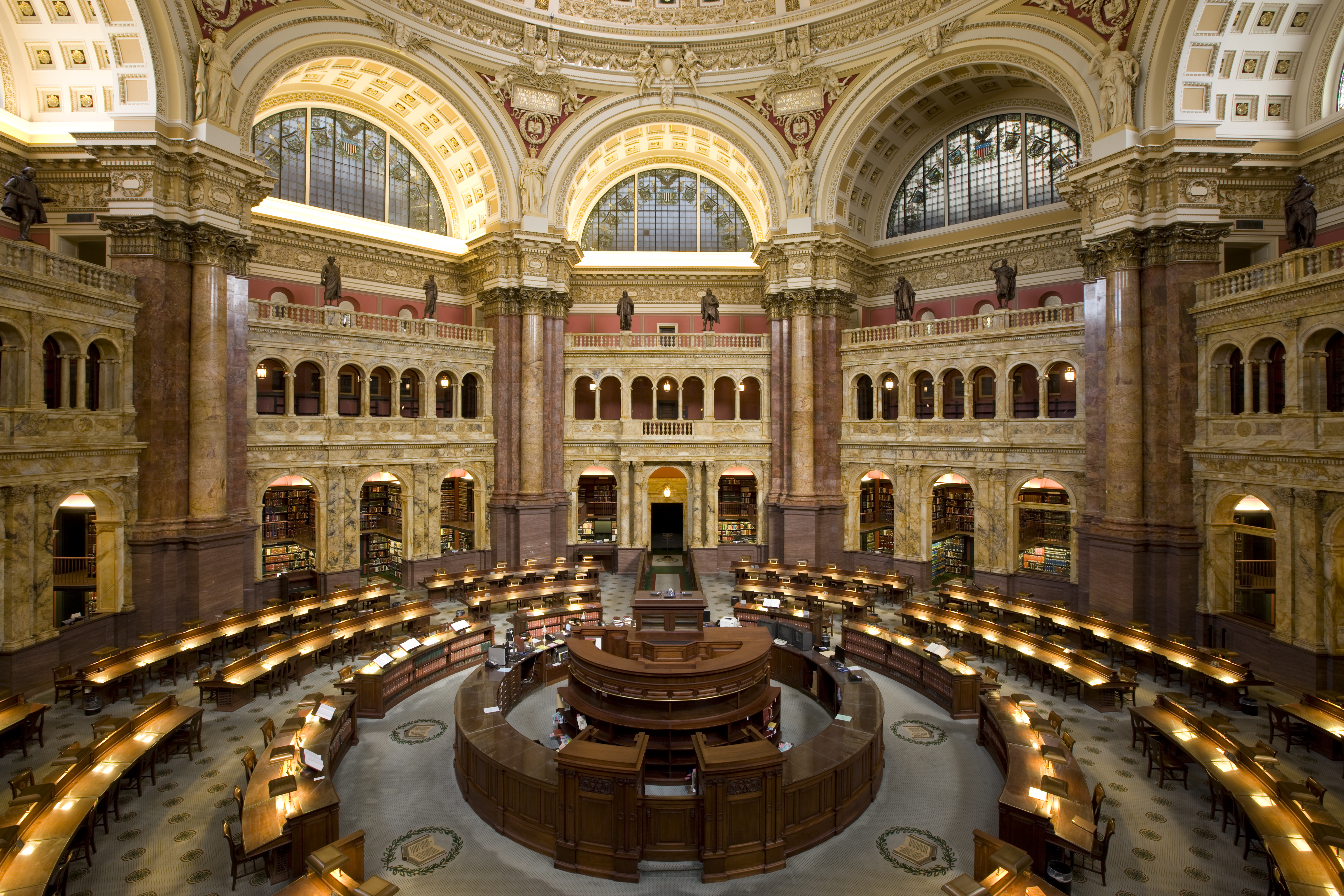
Sala de lectura del Congreso, en Washington

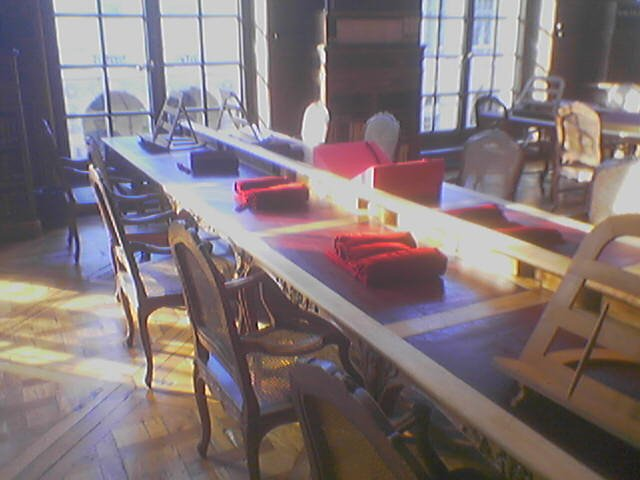
Equipo de trabajo del departamento de manuscritos de la Biblioteca Richelieu de París

Aunque la función esencial de una sala de lectura no sea el almacenamiento de libros, este papel, siendo en principio atribuido al almacén, que es un espacio reservado al personal, no implica más que estanterías que ponen a disposición de los usuarios las obras más usuales (o incluso a veces toda la colección cuando el establecimiento no se equipa con almacén).
Según su tamaño, las bibliotecas pueden implicar varias salas de lectura, en cuyo caso puede especializarse cada una ellas en una disciplina.
Cada sala de lectura posee un punto de atención, es decir, un punto de recepción donde los lectores pueden dirigirse a un bibliotecario o un archivador para solicitar información o ayuda.
En una sala de lectura, que es un lugar de trabajo, el silencio es obligado y se prohíben allí la comida y las bebidas para no dañar las colecciones.

## Equipamiento
Generalmente, las salas de trabajo de una sala de lectura varían en comodidad según los establecimientos, pero implican al menos una mesa y una silla, y a veces una lámpara individual y una toma de corriente para conectar los ordenadores portátiles.
A veces, especialmente en las salas de lectura especializadas en periódicos recientes, están disponibles sillones y mesas bajas.
Las salas de lectura a menudo se equipan con lectores de microfilms o microfichas para poder consultar los documentos conservados bajo esta forma.
Desde tiempo más reciente, las salas de lectura incluyen también puestos informáticos con acceso a sistemas integrados de gestión que permiten, en particular, consultar el catálogo y presentar una solicitud para obtener un documento conservado en el almacén. En algunos casos, estos puestos se conectan a Internet o a un sistema de visualización de documentos almacenados en soporte informático (documentos numerados, documentos multimedia, artículos de prensa). Tales parques informáticos pueden ser de libre acceso o requerir una acreditación, o incluso una reserva para el banco de sala.
A veces, se instalan fotocopiadoras en las salas de lectura, para permitir a los lectores realizar una copia de un documento que les interesa, con el fin de poder consultarlo fuera de la sala.
Se dispone a veces en las salas de lectura de un espacio con aparatos que permiten hacer visibles documentos defectuosos: máquinas a leer, teleampliadoras, etc.